# Notaden nichollsi
Espèce
Statut de conservation UICN

 LC  : Préoccupation mineure
Notaden nichollsi est une espèce d'amphibiens de la famille des Limnodynastidae.

## Répartition
Cette espèce est endémique du centre et de l'Est de l'Australie. Elle se rencontre jusqu'à 1 100 m d'altitude, :
- dans le centre de l'Australie-Occidentale ;
- dans le sud du Territoire du Nord ;
- dans l'ouest du Queensland ;
- dans le nord de l'Australie-Méridionale.

## Description
L'holotype de Notaden nichollsi, une femelle, mesure 64 mm. Cette espèce a la face dorsale brune ou gris olivâtre et la face ventrale blanc jaunâtre. Les juvéniles, juste après la métamorphose et présentant encore un embryon de queue, mesurent environ 12 mm.

## Étymologie
Son nom d'espèce lui a été donné en l'honneur de Gilbert Ernest Nicholls, professeur de Biologie à l'université d'Australie-Occidentale, qui a fourni plusieurs paratypes.

## Publication originale
- Parker, 1940 : The Australasian frogs of the family Leptodactylidae. Novitates Zoologicae, vol. 42, no 1, p. 1-107 (texte intégral).